# Trichomycterus straminius
Trichomycterus straminius är en fiskart som först beskrevs av Eigenmann, 1917.  Trichomycterus straminius ingår i släktet Trichomycterus och familjen Trichomycteridae. Inga underarter finns listade i Catalogue of Life.